# 陶國璋
陶國璋博士，（英語：Dr Tao Kwok-cheung，1955年9月1日—），香港中文大學哲學系高級講師、睿哲文化學會創辦人之一。1979年本科畢業於香港中文大學哲學系，1986年成為新亞研究所第二屆博士班畢業生，獲哲學博士學位。陶國璋與陳載澧、王建元、梁燕城、郭少棠、梁巨鴻、文潔華於《信報》專欄《繁星哲語》撰寫文章。

## 學歷
- 1979年，香港中文大學崇基學院哲學系畢業，主要修習西方哲學。
- 1981年，肄業於香港新亞研究所，隨牟宗三先生研習中國哲學。
- 1986年，獲新亞研究所哲學博士學位，論文題目為「王陽明哲學研究－良知之三性」。[2]

## 研究興趣
- 儒家哲學
- 道家哲學
- 宋明理學
- 佛家哲學
- 中國哲學史
- 康德哲學
- 中西哲學比較
- 存在主義與人生哲學
- 形而上學

## 教學工作
陶國璋教授風格幽默風趣，尤以「愛情哲學」、「電影、哲學與人生」最受同學歡迎。
- 1986－1989年，任教於香港樹仁學院。
- 1990－1991年，任教於新亞研究所。
- 現於香港中文大學負責通識教學，講授科目包括：「中國文化要義」、「中國哲學主流思想」、「哲學與人生」、「死亡與不朽」、「愛情哲學」、「電影、哲學與人生」、「人生哲學」、「幸福論」等。

## 著作
- 《道德價值的形上意義》，陶國璋著，1981。
- 《思考的盲點》，香港：中華書局，1993。
- 《開發精確的思考》，香港：中華書局，1994。
- 《生命坎陷與現象世界》，香港：中華書局，1994。
- 《牟宗三先生《現象與物自身》思維模式之應用》，《牟宗三與當代新儒學國際會議》，1998。
- 《莊子齊物論義理演折》，牟宗三講述 ; 陶國璋著，整構香港：中華書局，1998。
- 《哲學的陌生感》，香港：洪葉書店，1999。
- 《形上學的困難》，《毅圃雙月刊》，1999。
- 《現代西方形上學的轉向》，《新亞學報》，1999。
- 《儒家言「命」的時代意義》，《新儒家學術會議》，新亞研究所，2001。
- 《從尼采的酒神精神反思自我同一性與死亡的關係》，《死亡與人間研討會》，中文大學通識部，2002。
- 《哲學的追尋》，陶國璋著，2004
- 《哲學的陌生感》修訂版，匯智出版社，2007
- 《思考的盲點·新編》，匯智出版社，2007
- 《愛的盲點‧80後篇》，香港：中華書局，2011。
- 《開發精確的思考·新編》，匯智出版社，2008
- 《愛的盲點‧電影文學篇》，香港：中華書局，2015。